# Лечбергбан

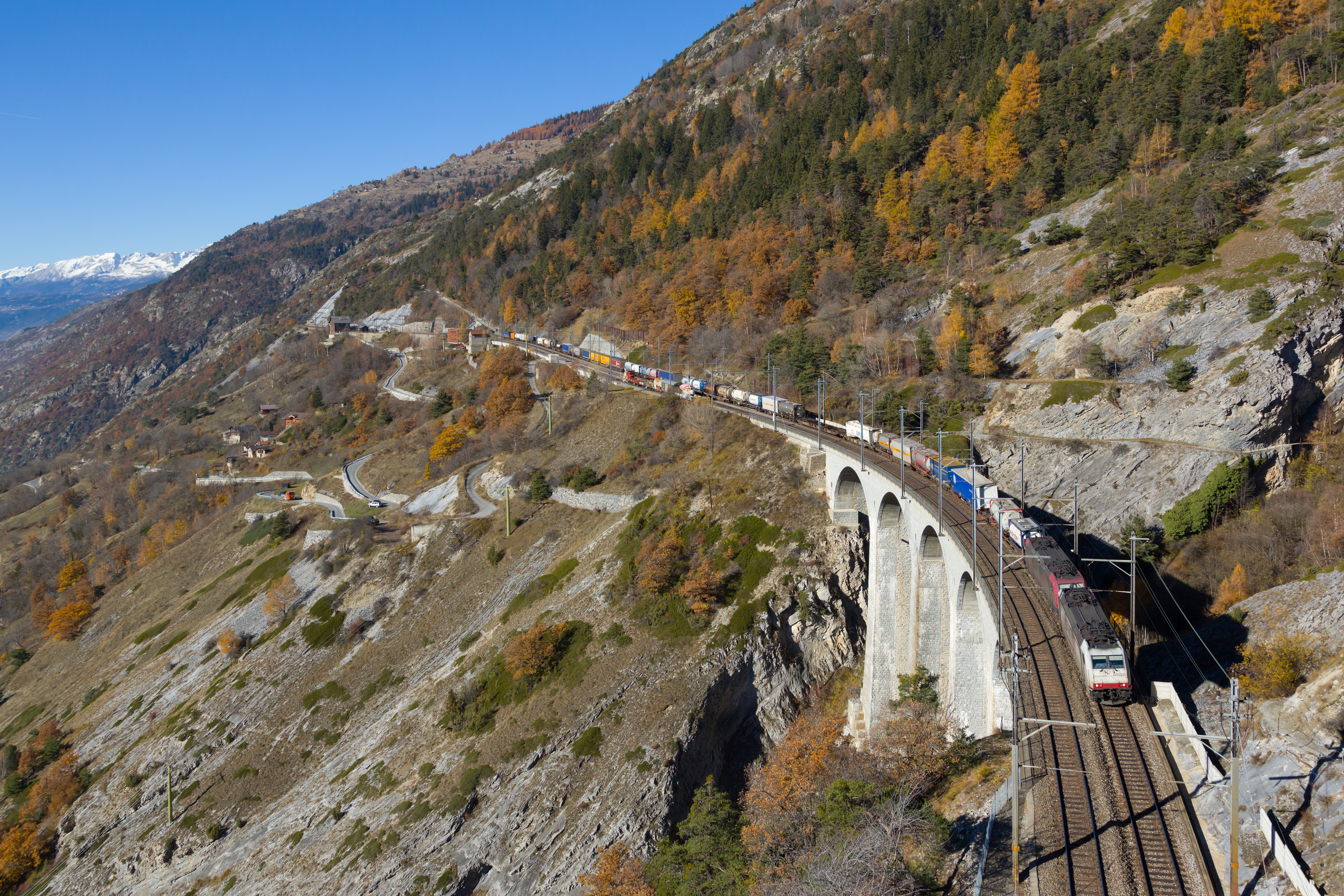
віадук Луогелькин біля Готенн

Лечбергбан (нім. Lötschberg-Bergstrecke) — залізниця у Швейцарії, що сполучає Шпіц, кантон Берн із Брігом, кантон Вале. Вона перетинає Бернські Альпи, від Бернського Оберланду до верхнього Вале, через тунель Лечберг в середині шляху. Разом з тунелем Симплон на південь від Бриг, є однією з головних залізниць через Альпи і найважливіших осей північ-південь в Європі. Вісь Летчберг використовує довгий базисний тунель Лечберг що прямує долу і є частиною проєкту нового залізничного сполучення через Альпи.
Лінія відома своєю подвійною петлею спіральних тунелів у долині Кандер на північному підході до тунелю Лечберг і виходом в долину Рони на крутому схилі гори, через численні тунелі і віадуки на південному спуску. Її верхньою точкою є 1240 м над рівнем моря, що робить її найвищою залізницею стандартної колії в Швейцарії.

## Розташування

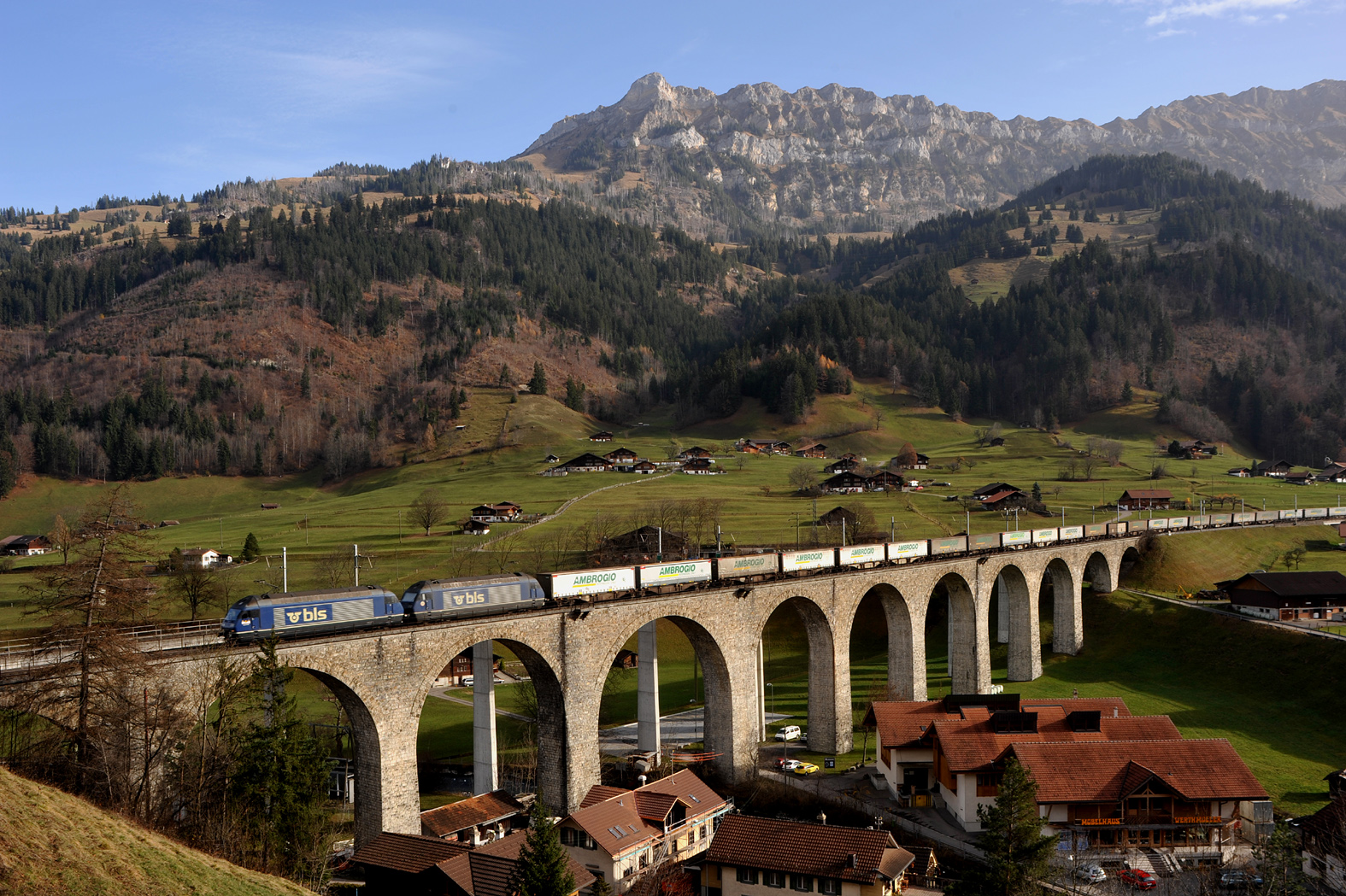
Віадук Кандер (Північний схил)

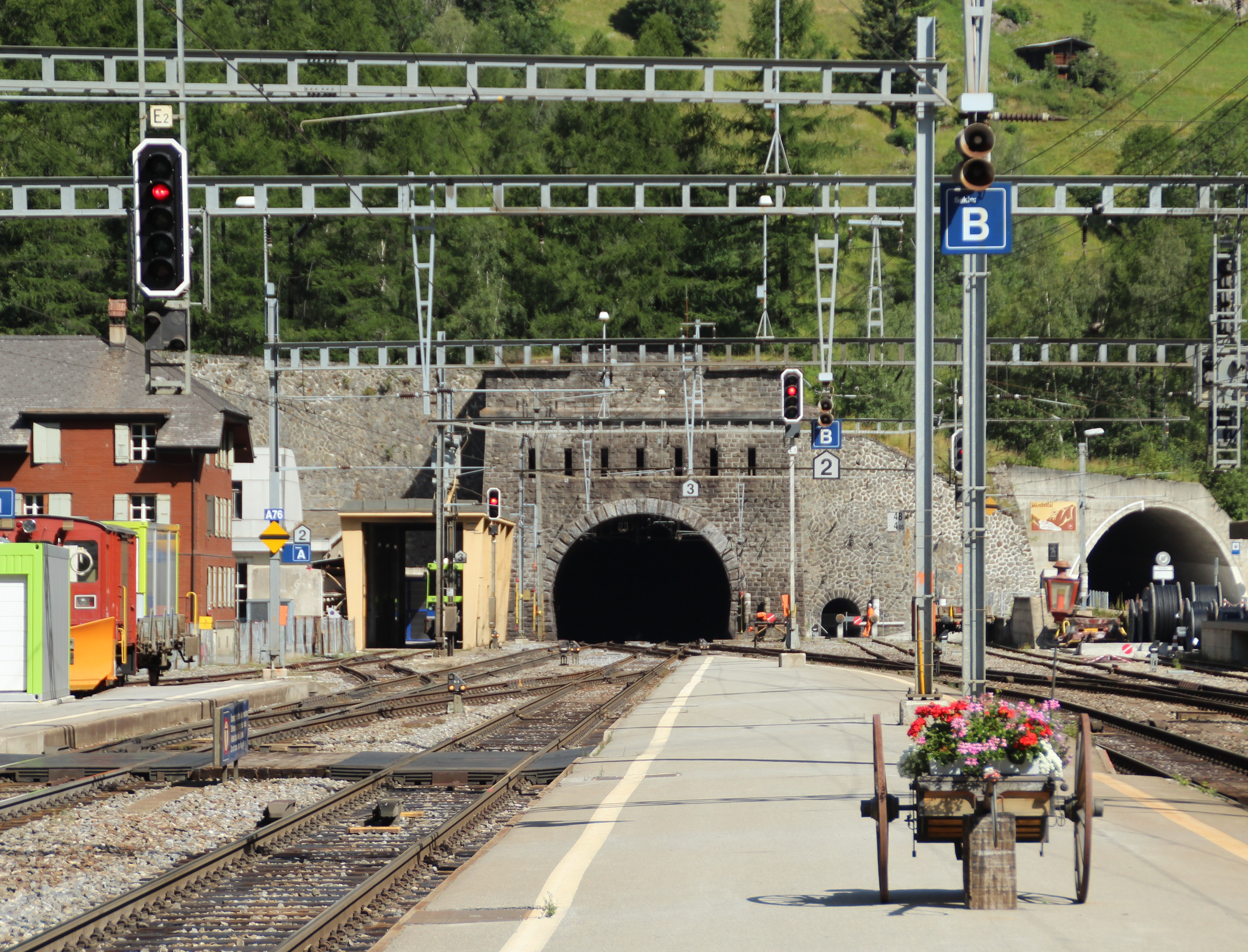
Тунель Лечберг від Гоппенштайн (найвища точка лінії)

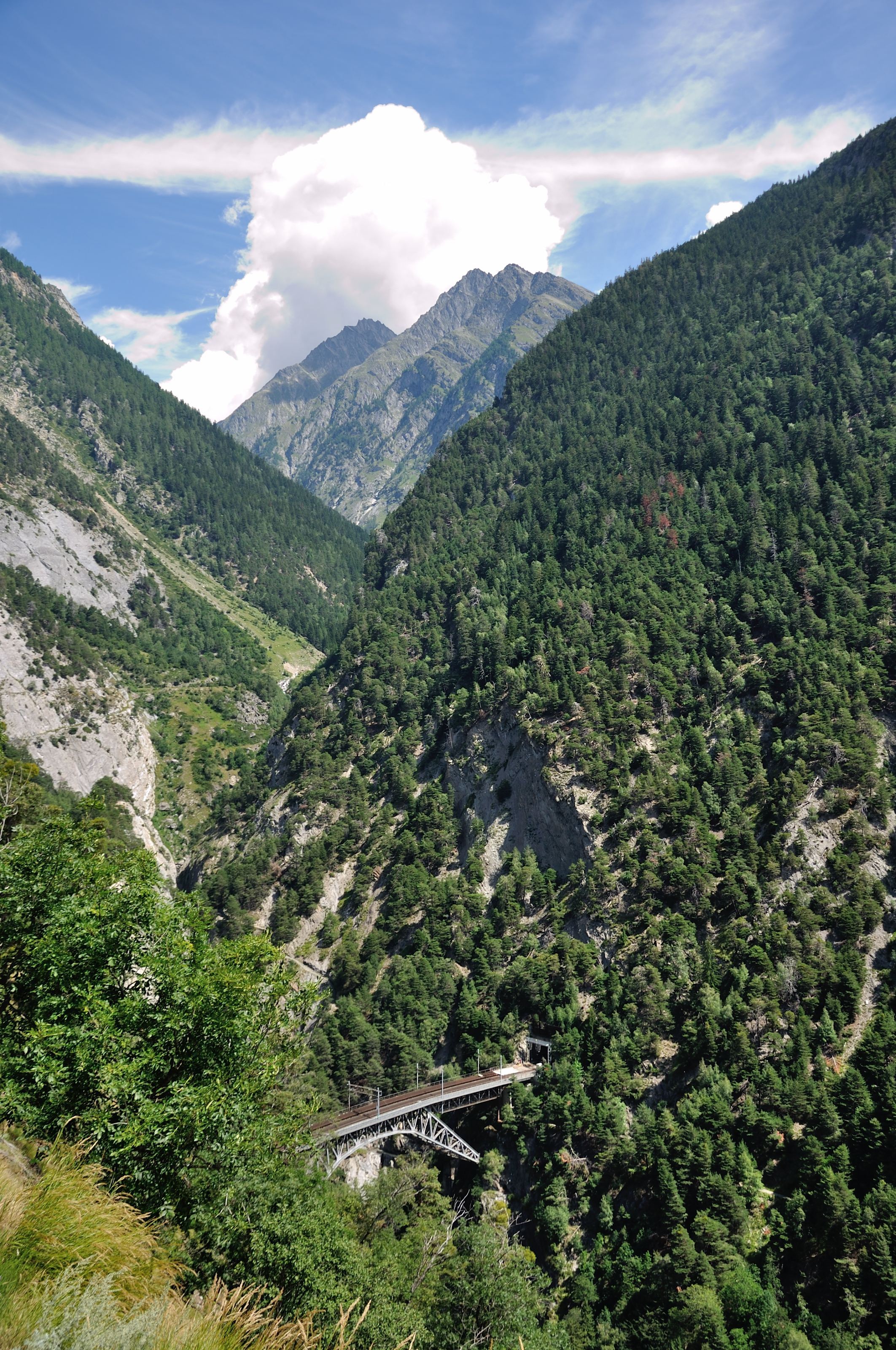
Долина Бічталь і міст (Південний напрямок)

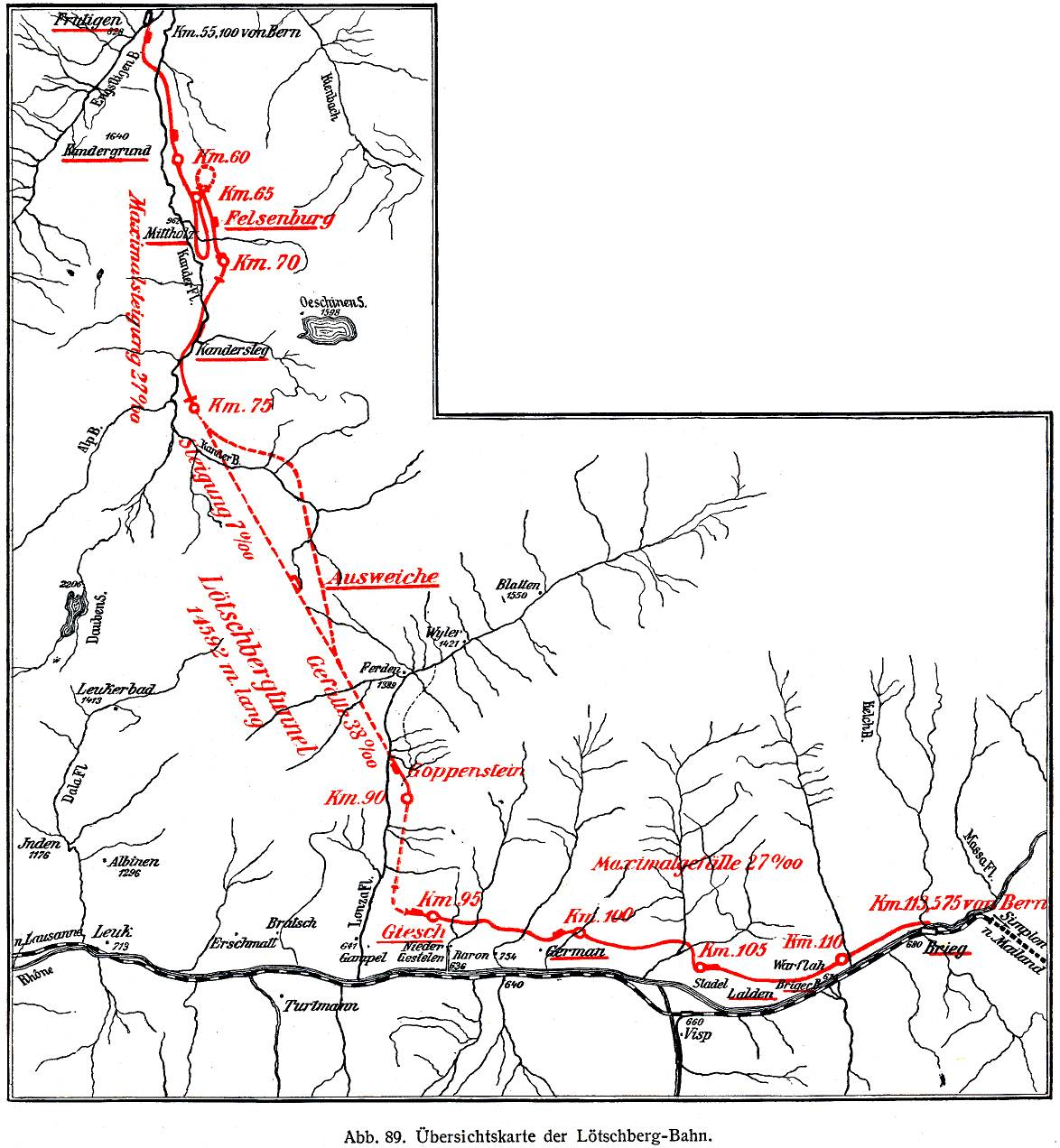
Контур Лечбергбану між Фрутігеном і Бриг. Від 60 до 70 км — вузький розворот по спіральному тунелю. Вигнутий тунель Лечберг між км 75 та 90. Відлік від Берну в км.

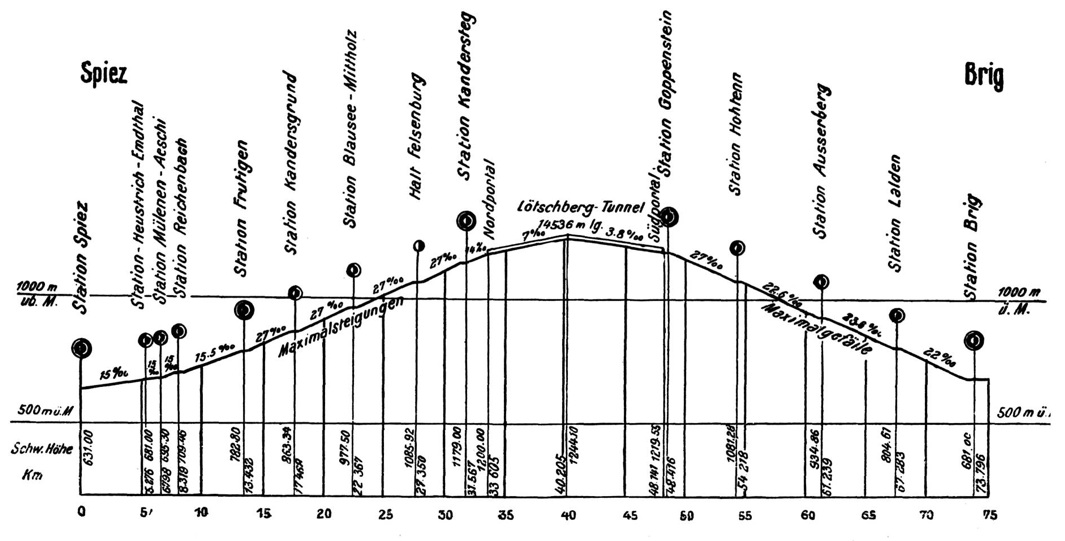
Профіль Лечбергбану.

Лечбергбан, з 14,6-кілометровим тунелем Лечберг в її центрі, забезпечує прямий доступ з Берна в Бриг, в який також можна дістатися, обходячи Бернські Альпи через Лозанну, використовуючи швейцарську частину залізниці Симплон. Це другий за важливістю зв'язок між Північчю і Півднем через швейцарські Альпи після Готтардбану . Разом з тунелем Симплон і італійською частиною залізниці Симплон, вона також з'єднує Швейцарське плато з Північною Італією. Відкритий пізніше базисний тунель Лечберг обходить більшу частину гірської лінії і забезпечує швидший доступ між Берном і Бригом, так як прокладено на глибині 2,690 метрів під перевалом Лечен
Лечбергбан починається в залізничному вузлі Шпіц, де вона з'єднується з GoldenPassLine від Цвайзіммен і з Тунерзебаном, що прямує від великих залізничних вузлів Північної Європи, включаючи Базель і Берн, в Інтерлакен. Звідси лінія прямує в південному напрямку через долину Кандер, проходячи через Мюленен, Рейхенбах і Фрутіген, де знаходиться північний портал базисного тунелю. Після віадука Кандер, гірська лінія продовжується в напрямку Кандергрунд і Мітольц. Лінія повертає назад на північ після петлі у Мітольц і піднімається з долини по західних схилах Ерміггорн. Спіральний тунель повертає лінію на південь, перш ніж вона досягає Кандерстега, останній зупинці на північному схилі. За два кілометри після Кандерстега, лінія досягає північного порталу тунелю Лечберг.
Відразу після південного порталу розташована станція Гоппенштайн, в нижній частині долини Леченталь. Лечбергбан прямує в основному під землею, перш ніж виходить з останньої долини і повертає в східному напрямку, на південному схилі Бічгорн, трохи не доїжджаючи до станції Готенн, в 450 метрах над Роною. Лечбергбан, потім прямує в тому ж напрямку, спускаючись в сторону Бриг. Він перетинає долини Йоліталь, Бічталь, Бальчидерталь й Гредечталь, проходить через Ауссерберг, Еггерберг й Лальден. Лечбергбан закінчується в Бриг, де він з'єднується з Матергорн-Готтард-бан дистанція Церматт — Дісентіс і залізницею Симплон дистанція від Женеви і Лозанни на Домодоссолу, і далі на Мілан. Південний портал базисного тунелю лежить в долині Рони, нижче Ауссерберга. Інша частина базисної лінії прямує через Фісп, перш ніж досягне Брига. Лечбергбан завдовжки 74 км досягає висоти 1240 метрів над рівнем моря. Найвища точка просто неба знаходиться в Гоппенштайн — 1217 м. Це найвища залізниця Швейцарії, зі стандартною колією і без зубчатої передачі, тому по ній ходять стандартні міжміські поїзди. Подорож від Шпіца до Брига триває 72 хвилини по гірській трасі і 35 хвилин по базисній
Лечбергбан прямує через Бернський Оберланд і верхній Вале, регіон Внутрішніх Альп. Північні схили Бернських Альп підвітрені тому вологі, південні схили знаходяться у дощовому сутінку Бернських і Пеннінських Альп тому сухі. Це призводить до виражених кліматичних, топографічних і культурних контрастів між північними і південними схилами. Лечбергбан, особливо його південна частина, прямує в безпосередній близькості від Юнгфрау-Алеч, великої льодовикової області між перевалами Лечен і Грімзель

## Історія
Залізниця з Берна у Мюнзінген і Тун була відкрита у 1859 році Schweizerische Centralbahn («Швейцарською Центральною Залізницею»). Ця компанія, в тому числі лінія Берн-Тун, була передана Швейцарській федеральній залізниці з моменту її заснування у 1902 хоча більшість місцевих пасажирських і вантажних перевезень на ній на початок ХХІ сторіччя виконуються компанією BLS Lötschbergbahn (BLS). У 1893 році Тунерзебан (Thunerseebahn) було відкрито між Тун, Шпіц, Інтерлакен і Беніген у 1893 році була поглинена BLS у 1913 році.
У 1890 році уряд кантону Берн розглядає можливість будівництва залізниці, щоб зв'язатися з планованим тунелем Симплон. Вони мали право, згідно з Конституцією Швейцарії, побудувати свою власну залізницю через Альпи. Проте було малоймовірно отримати фінансову підтримку Швейцарської Конфедерації, тому що уряд надав значні кошти для будівництва Готтардбану; тому Берну потрібно було знайти кошти з інших джерел, щоб побудувати власну лінію на південь.
У 1891 році була здобута концесія на будівництво залізниці між Шпіц та Фрутігеном з можливістю згодом продовжити її у Вале. Відставний член кантонального уряду і суддя, Вільгельм Тойшер розглянув варіанти траси і прийшов до висновку, що пропонований маршрут є здійснимий. 25 липня 1901 року була відкрита залізниця зі Шпіц до Фрутіген — Шпіц-Фрутіген-бан (Spiez-Frutigen-Bahn) (SFB) як перший етап Лечбергбану.
Тим часом була запропонована лінія від Ленк-ім-Зимменталь під Вільдштрубелем у Лейкербад, кантон Вале. Проте, прихильникам Летчберга вдалося зібрати достатньо коштів, щоб продовжити будівництво. 27 липня 1906 р. було засновано BLS Lötschbergbahn для будівництва та експлуатації пропонованої залізниці та 1 січня 1907 року, вона поглинула Шпіц-Фрутіген-бан.

## Будівництво
Французький консорціум Entreprise du Lötschberg уклав контракт на будівництво всього Лечбергбану, будівництво розпочалося 15 жовтня 1906 з проходки північного порталу тунелю Лечберг.
Спочатку передбачалося, що Лечбергбан буде побудовано як одноколійний, але вже в процесі будівництва було прийнято рішення будувати тунель Лечберг двоколійним і підготувати можливість для будівництва другої колії на лінії в майбутньому. Геометрія колій була перероблена, щоб зробити можливим другу колію. Максимальний градієнт було встановлено на рівні в 2,7 % і криві — мінімальним радіусом 300 м. Будівельники спорудили вузькоколійну (750 мм) службову залізничну лінію на обох підходах до тунелю.
Спочатку планувалося відкрити лінію 1 березня 1912 року, але ця дата була двічі відкладена через рішення побудувати дві колії через головний тунель і зробити резерв для майбутньої другої колії. 15 липня 1913 року електрифікація лінії була завершена і обмежений рух почався. 16 вересня 1913 з'явилося повний розклад з 16 поїздами, в тому числі чотирма міжнародними експресами.

### Закінчення будівництва тунелів
Дати збійки тунелів були наступними.
Північна сторона
- тунель Ридшук,
- тунель Фельзенбург II, 28 грудня 1910
- тунель Роненвальдт I, 15 вересня 1910
- тунель Роненвальдт II, 30 вересня 1910
- тунель Ротбах, 9 вересня 1910
- тунель Гемліген, 10 листопада 1910

Південна сторона
- тунель Ротлауй, 3 квітня 1908 року
- тунель Міттальграбен, 29 березня 1908 року
- тунель Люг'є, 5 квітня 1908 року
- тунель Гоегг, 30 листопада 1907
- тунель Мархграбен 13 грудня 1907 року
- тунель Готенн, 10 березня 1908 року
- тунель Ліденплаттен, 30 вересня 1907
- тунель Бласбоден, 6 лютого 1908
- тунель Зефіштайн I, 17 березня 1908 року
- тунель Манкінн, 29 березня 1908 року
- тунель Штадель, 11 березня 1908 року
- тунель Вікторія, 5 листопада 1907
- тунель Мундбах, 28 вересня 1907
- тунель Штадель, 25 листопада 1910
- тунель Шлухі, 8 квітня 1911
- тунель Бічталь I, 29 серпня 1911
- тунель Бічталь II, 21 лютого 1911 року
- тунель Зефіштайн II, 30 грудня 1911
- тунель Грюнденруннель, 11 Березня 1911
- тунель Еггерберг, 24 березня 1911
- тунель Бад, 31 березня 1911
- тунель Зефіштайн III, 25 жовтня 1915 (заміна тунелів Зефіштайн I і II, пошкоджених зсувом)

### Будівництво залізниці
Для будівництва Лечбергбану і головного тунелю були побудовані дві спеціальні будівельні залізниці, за для постачання матеріалу з Фрутіген або Натерса біля Брига до порталів тунелю Лечберг. Колія цих залізниць становила 750 мм, максимальний градієнт був 6 ‰ і мінімальний радіус в кривої — 50 метрів. У той час як на північному схилі будівельна лінія була побудована за іншим маршрутом, ніж постійна лінія, на південній стороні будівельна лінія йшла постійною лінією.
Рухомий склад для будівельної лінії складався з 420 вагонів і 32 невеликих паровозів з віссю Клієн-Лінднер, поставлених з червня по листопад 1907 німецькою фірмою Orenstein & Koppel. Потяги досягали максимальної швидкості в 15 км/год і їх транспортна потужність становила в середньому 13000 т на місяць.

### Північний схил
Інженер J. Seeberger був відповідальним за будівництво будівельної залізниці між Фрутігеном і північним порталом тунелю біля Кандерштега; вона була понад 15 км завдовжки і піднімалася у висоту близько на 429 метрів. Земляні роботи та спорудження будівельної залізниці було завершено 30 червня 1907 року, а 19 серпня перший паровоз побіг до порталу тунелю. Будівельна залізниця, мала численні відгалуження до будівельних майданчиків головної лінії залізниці. Кілька дерев'яних шляхопроводів були побудовані, щоб піднятися з Блаузі в Кандерштег. Найвражаючим був віадук Егертен, що був завдовжки 126 метрів і мав градієнт похилу 57 ‰ і криву радіусом 50 м.

### Південний схил

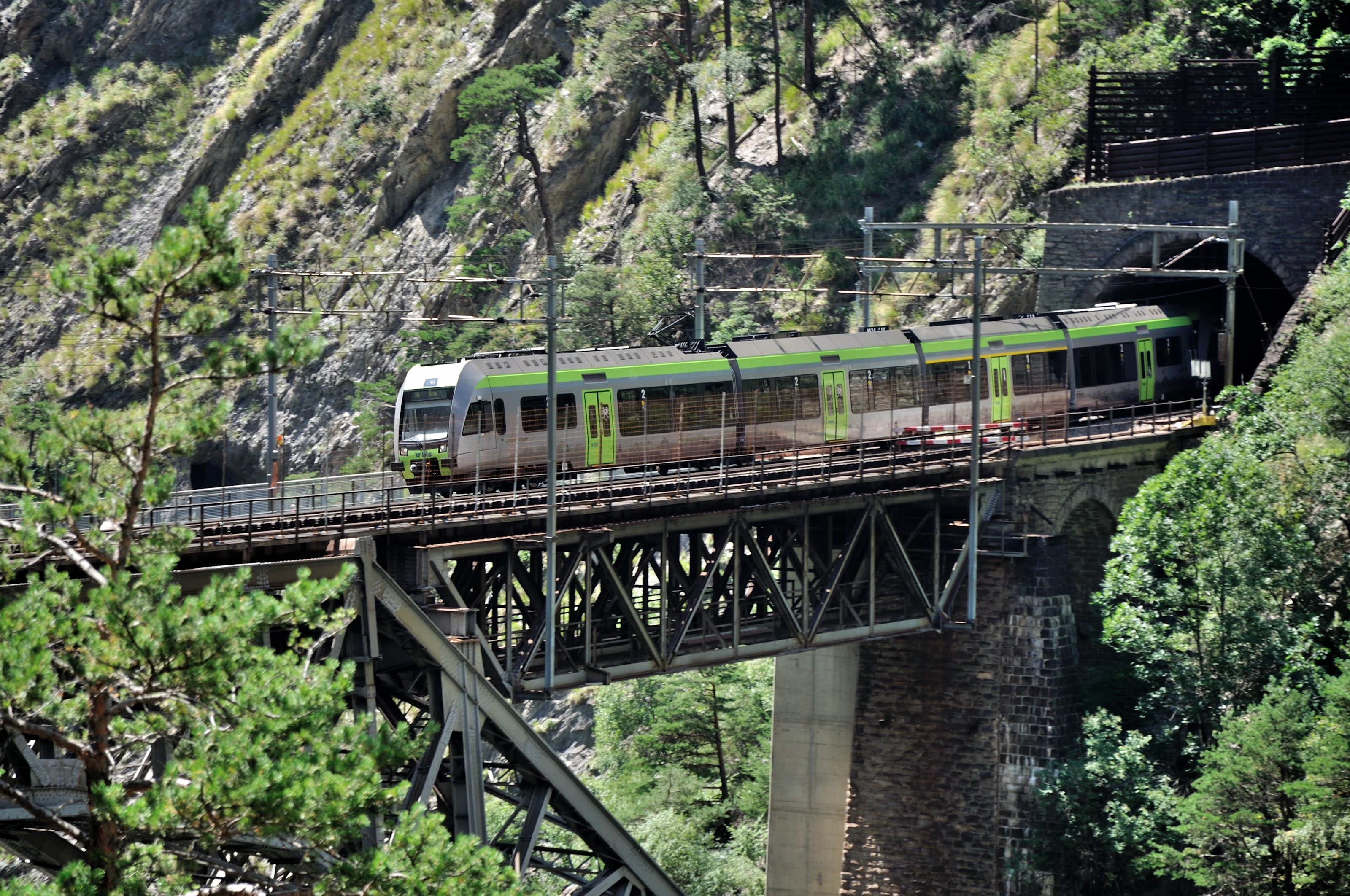
Регіональний експрес BLS на південному схилі

Спорудження будівельної залізниці на південній стороні відкладалася багато разів, і церемонія закладки першого каменю біля Натерсу відбулася 12 лютого 1907 року. 28-кілометрова лінія будівельної залізниці, із середнім градієнтом в 30 ‰ в повній мірі відповідають лінії постійної залізниці, за винятком відхилень навколо багатьох бічних долин і відрогів, обійдених фактичної лінією. Навіть при цьому, для будівельної лінії було пробито 34 тунелів загальною довжиною 5.3 км, з яких 13 були розширені, щоб стати частиною постійної лінії.
Нарешті, у серпні 1908, майже через два роки після початку будівництва південного порталу тунелю, перший поїзд подолав відстань від Натерсу до порталу в Гоппенштайн. Перед им всі будівельні матеріали мали бути перевезені на мулі або на возі через вузьку ущелину Лонца.
Пішохідна стежка уздовж південного схилу Лечбергбану в деяких місцях прямує за маршрутом будівельної залізниці, особливо в долинах Біч і Бальчидер.

### Розширення
Підходи до тунелю Лечберг спочатку були одноколійними і згодом були доповнені другою колією. Мости і тунелі лінії були частково розроблені, з можливістю будівництва другої колії, але спочатку були повністю побудовані. Двоколійна лінія була завершена у 1976—1992 роках. У той же час градієнт нахилу було знижено з метою перевезення вантажних автомобілів і великотоннажних контейнерів на платформах. Крім того, кількість пасажирських поїздів було збільшено.
У середині 2007 року базисний тунель Лечберг було завершено між Фрутігеном і Фісп. Це перша з двох нових ліній через швейцарські Альпи в рамках проекту AlpTransit. В результаті стара лінія Лечбергбану між Фрутігеном і Бригом використовується набагато менше інтенсивно, ніж раніше.

### Поточні операції на гірській лінії
На новий базисний тунель перейшов трафік майже всіх міжнародних пасажирських і значна частина вантажних поїздів, але інші вантажні поїзди і щогодинні регіональні експреси між Берном/Шпіцем і Бригом, звані Лечбергер (Lötschberger), продовжують курсувати гірською залізницею. Крім того, потяги, що перевозять автомобілі, продовжують курсувати на лінії між Кандерштегом і Гоппенштайн — він субсидується урядом Швейцарії для заміни автомобільного тунелю під перевалом Равиль, що планувався у 1970-х роках, але так і не побудованого.

## Технічна характеристика
- Колія: 1435 мм
- Струм: 15,000 V, змінний, 16.67 Гц
- Довжина: 74 км
- Максимальний похил: 27 ‰ (2.7 %)
- Висота в північному кінці (Шпіц): 630 м над рівнем моря
- Висота в південному кінці (Бриг): 678 м над рівнем моря
- Верхня точка лінії в тунелі Лечберг: 1240 м над рівнем моря
- Відкриття Шпіц-Фрутіген-бан: 25 липня 1901
- Початок будівництва лінії між Бриг і Фрутігеном: 15 жовтня 1906
- Поглинання Шпіц-Фрутіген-бан 1 січня 1907 року.
- Сбойка тунелю Лечберг: 31 березня 1911
- Відкриття лінії: 15 липня 1913

## Ресурси Інтернету
- Seite der BLS Lötschbergbahn AG [Архівовано 4 березня 2016 у Wayback Machine.]
- Private Seite über die Lötschbergstrecke von Bruno Lämmli [Архівовано 8 лютого 2016 у Wayback Machine.]
- Bildergalerie von Jan Keckstein [Архівовано 4 березня 2016 у Wayback Machine.]
- Bilder und Begleittexte zur BLS von Markus Seeger [Архівовано 21 лютого 2016 у Wayback Machine.]